# Amorpha ouachitensis
Amorpha ouachitensis är en ärtväxtart som beskrevs av Robert Lynch Wilbur. Amorpha ouachitensis ingår i släktet segelbuskar, och familjen ärtväxter. Inga underarter finns listade i Catalogue of Life.

## Bildgalleri

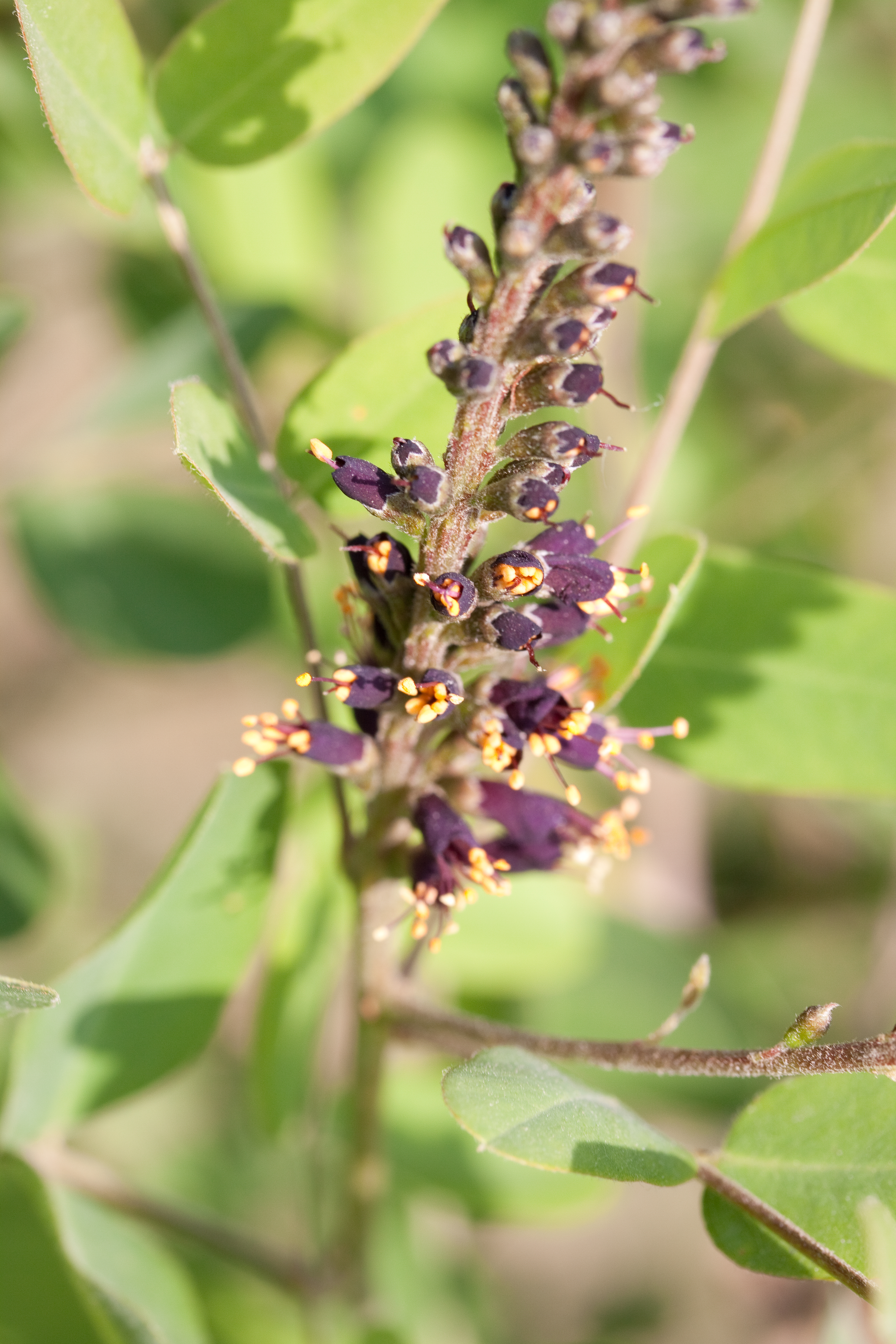
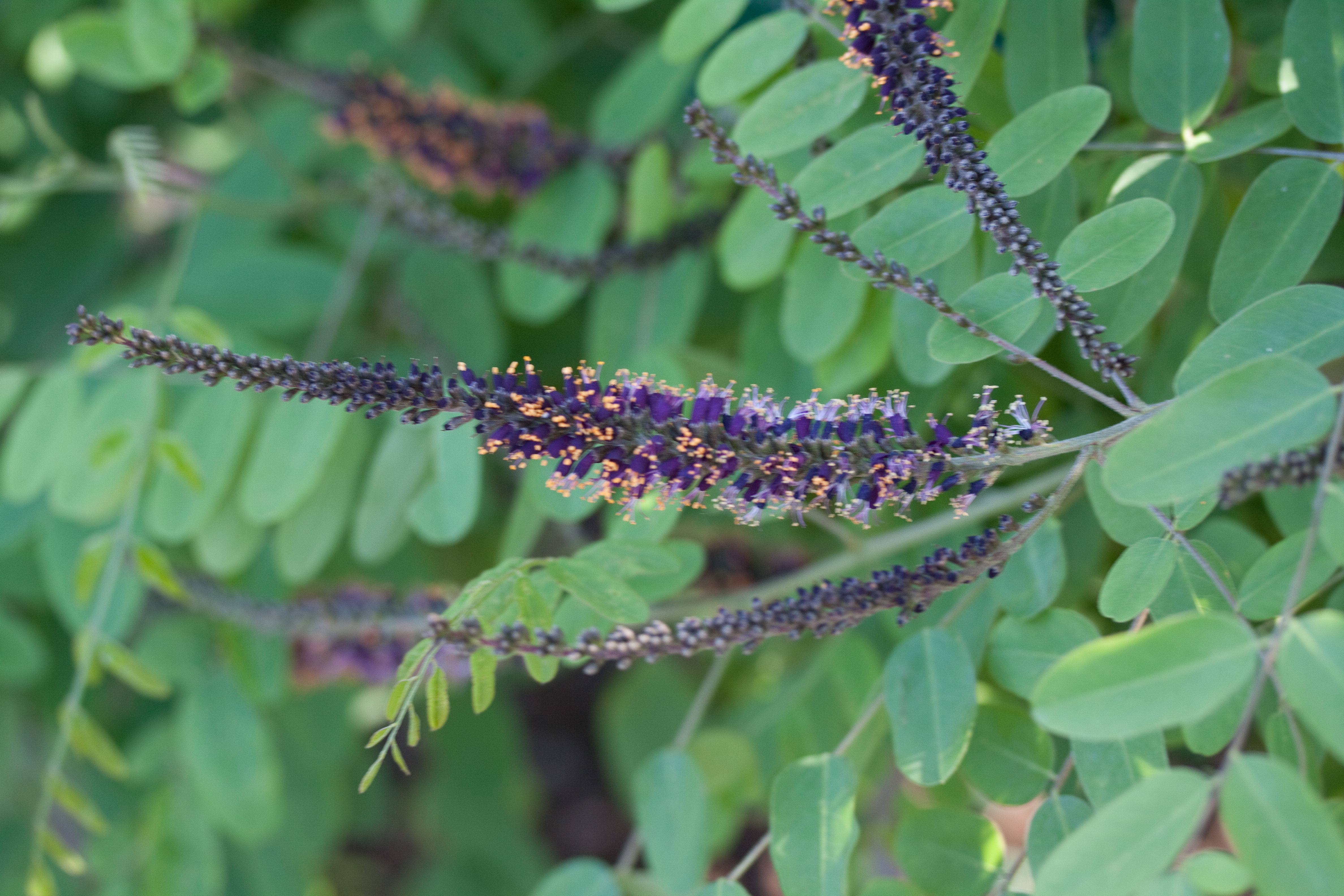
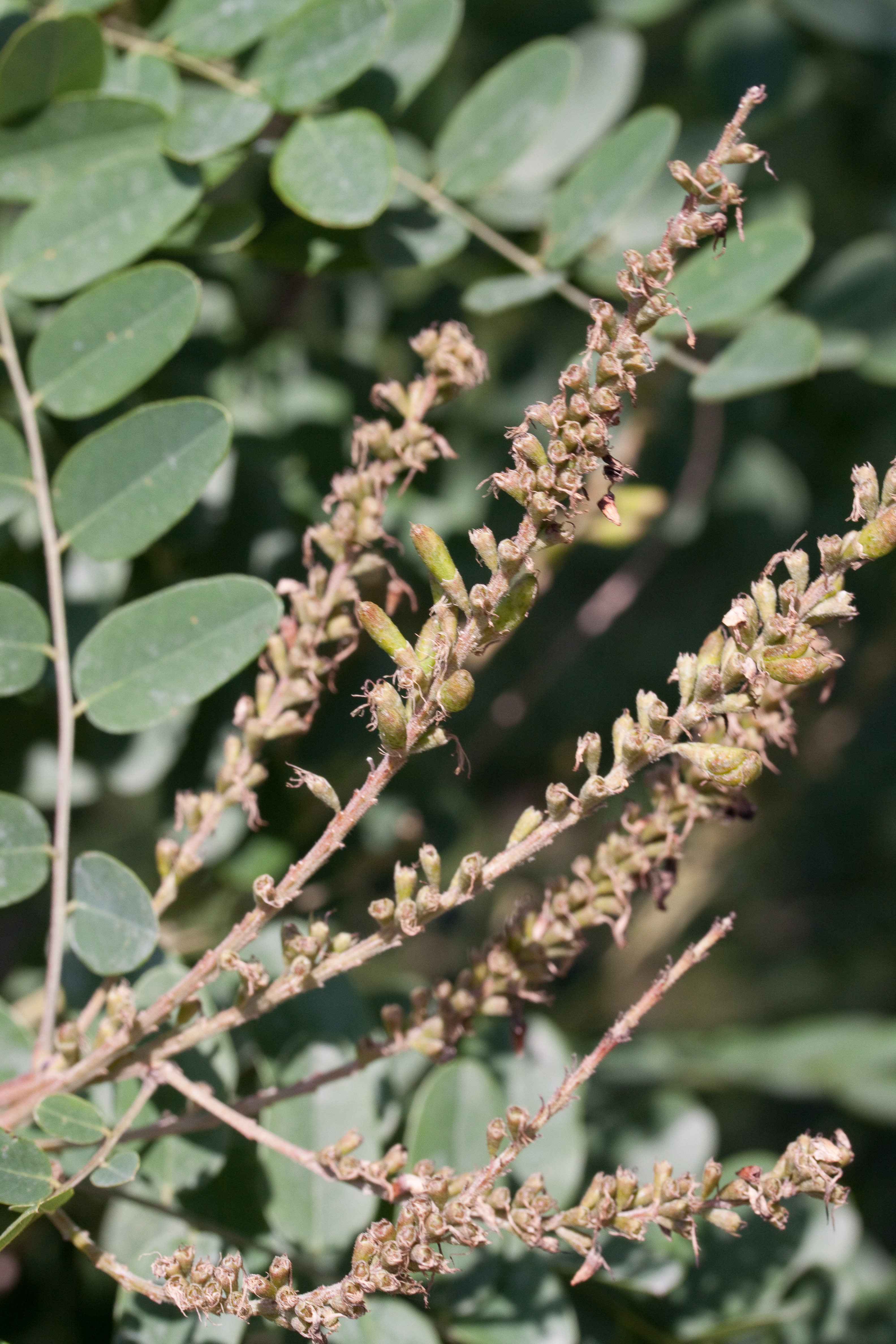
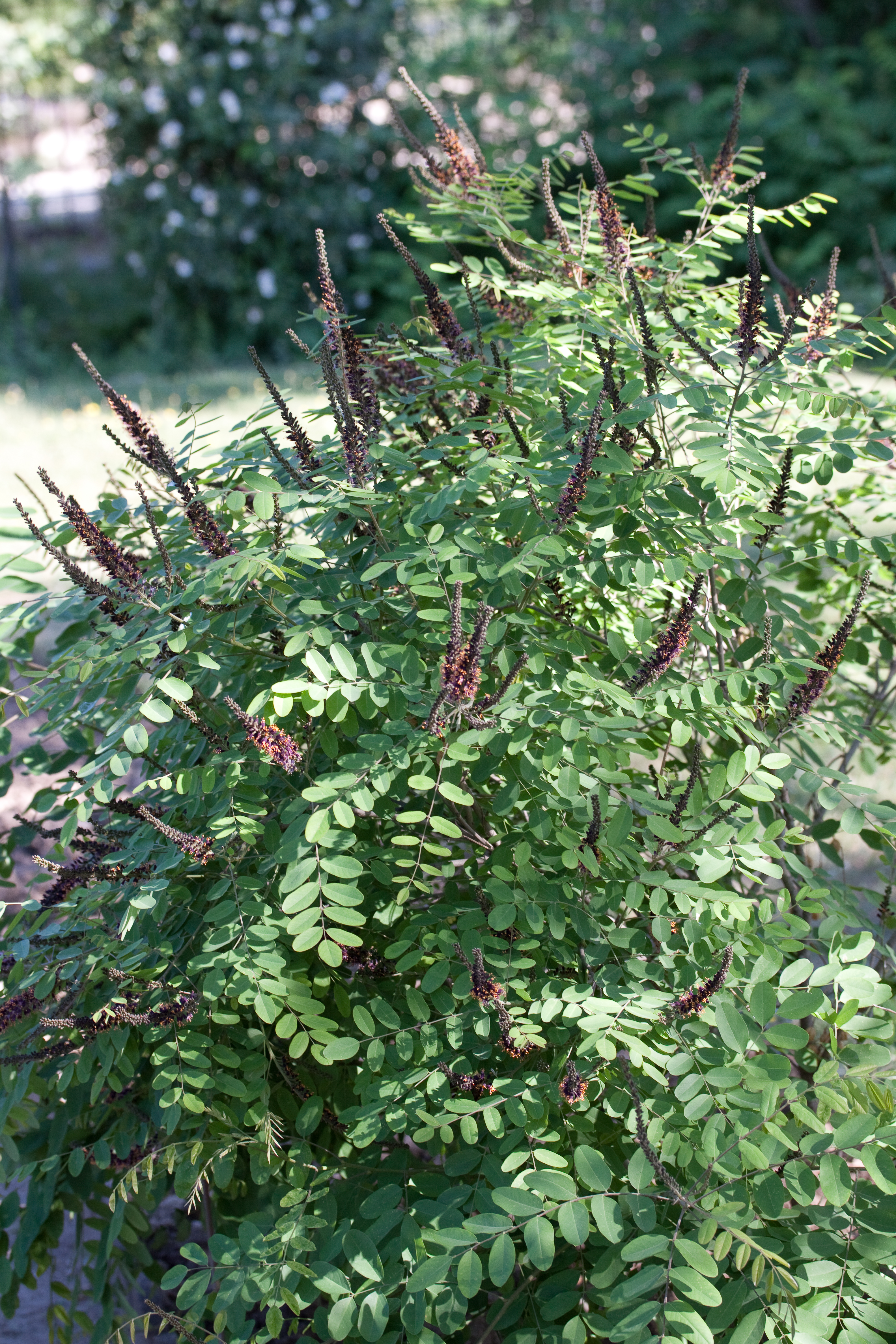